# Elixir (gruppo musicale australiano)
Gli Elixir sono un gruppo musicale jazz australiano, formatosi a Brisbane nel 1997 e composto da Katie Noonan, Isaac Hurren, Stephen Magnusson e Michael Leunig.

## Storia
Gli Elixir hanno pubblicato il loro primo album in studio eponimo a maggio 2003, che ha raggiunto la 24ª posizione della ARIA Albums Chart. È stato seguito da First Seed Ripening, arrivato al 64º posto della classifica australiana e vincitore di un ARIA Music Award nella categoria Miglior album jazz.

## Discografia

### Album in studio
- 2003 – Elixir
- 2011 – First Seed Ripening (feat. Katie Noonan)
- 2018 – Gratitude and Grief (feat. Katie Noonan)